# Seznam armad Wehrmachta
Seznam armad Wehrmachta.

## Seznam

### Splošne armade
- 1. armada
- 2. armada
- 3. armada
- 4. armada
- 5. armada
- 6. armada
- 7. armada
- 8. armada
- 9. armada
- 10. armada
- 11. armada
- 12. armada
- 14. armada
- 15. armada
- 16. armada
- 17. armada
- 18. armada
- 19. armada
- 21. armada
- 24. armada
- 25. armada

### Poimenovane armade
- Armada Laponska
- Armada Ligurija
- Armada Vzhodna Prusija
- Armada Norveška

### Gorske armade
- 20. gorska armada
- Armada Norveška

### Tankovske armade
- 1. tankovska armada
- 2. tankovska armada
- 3. tankovska armada
- 4. tankovska armada
- 5. tankovska armada
- 6. tankovska armada
- Tankovska armada Afrika

### Padalske armade
- 1. padalska armada